# 华龙区
华龙区是中华人民共和国河南省濮阳市的市辖区。面积380平方公里，全区常驻总人口約97万人。區人民政府駐中原路街道。

## 行政区划
下辖：
中原路街道、胜利路街道、建设路街道、人民路街道、大庆路街道、黄河路街道、任丘路街道、长庆路街道、濮东街道、濮上街道、昌湖街道、昆吾街道、皇甫街道、开州街道、王助镇、岳村镇、孟轲乡、胡村乡、新习镇和开发区街道。

## 人口
根據第七次人口普查數據，截至2020年11月1日零時，華龍區常住人口963,512人。

## 交通
- 国道： 106国道， 342国道过境。